# Wadi Ash Sharyah
El Wadi Ash Sharyah, también conocido como Wadi Al Sharyah (وادي الشريه‎)  es un valle o río seco, con caudal efímero o intermitente, que fluye casi exclusivamente durante la temporada de lluvias, situado en el emirato de Fuyaira, al este de los Emiratos Árabes Unidos. 
Es afluente del Wadi Khabb y subafluente del Wadi Tawiyean, a cuya cuenca hidrográfica de 208 km² pertenece.

## Recorrido
La longitud total aproximada del Wadi Ash Sharyah es de 3 kilómetros.
Fluye de suroeste a nordeste, y su principal fuente de origen está situada a una altitud aproximada de 754 m s. n. m., en la vertiente oriental del Jabal Shariya (999 m s. n. m.), junto a la divisoria de aguas que separa las cuencas hidrográficas que vierten hacia el Golfo de Omán y las que vierten hacia el Golfo Pérsico y llanuras interiores.
A lo largo de su curso, el Wadi Ash Sharyah pasa por el pueblo de Al Sharyah, que se extiende principalmente junto a su desembocadura, por ambas orillas del Wadi Khabb, y cuenta también con un núcleo rural hacia el interior, que concentra numerosas granjas y plantaciones.
El curso principal del Wadi Ash Sharyah recibe las aguas de pequeños wadis y barrancos afluentes, entre los que cabe destacar el conocido como Ain Al Sharyah (la fuente o manantial de Al Sharyah) con un frondoso palmeral y tierras de cultivo. 

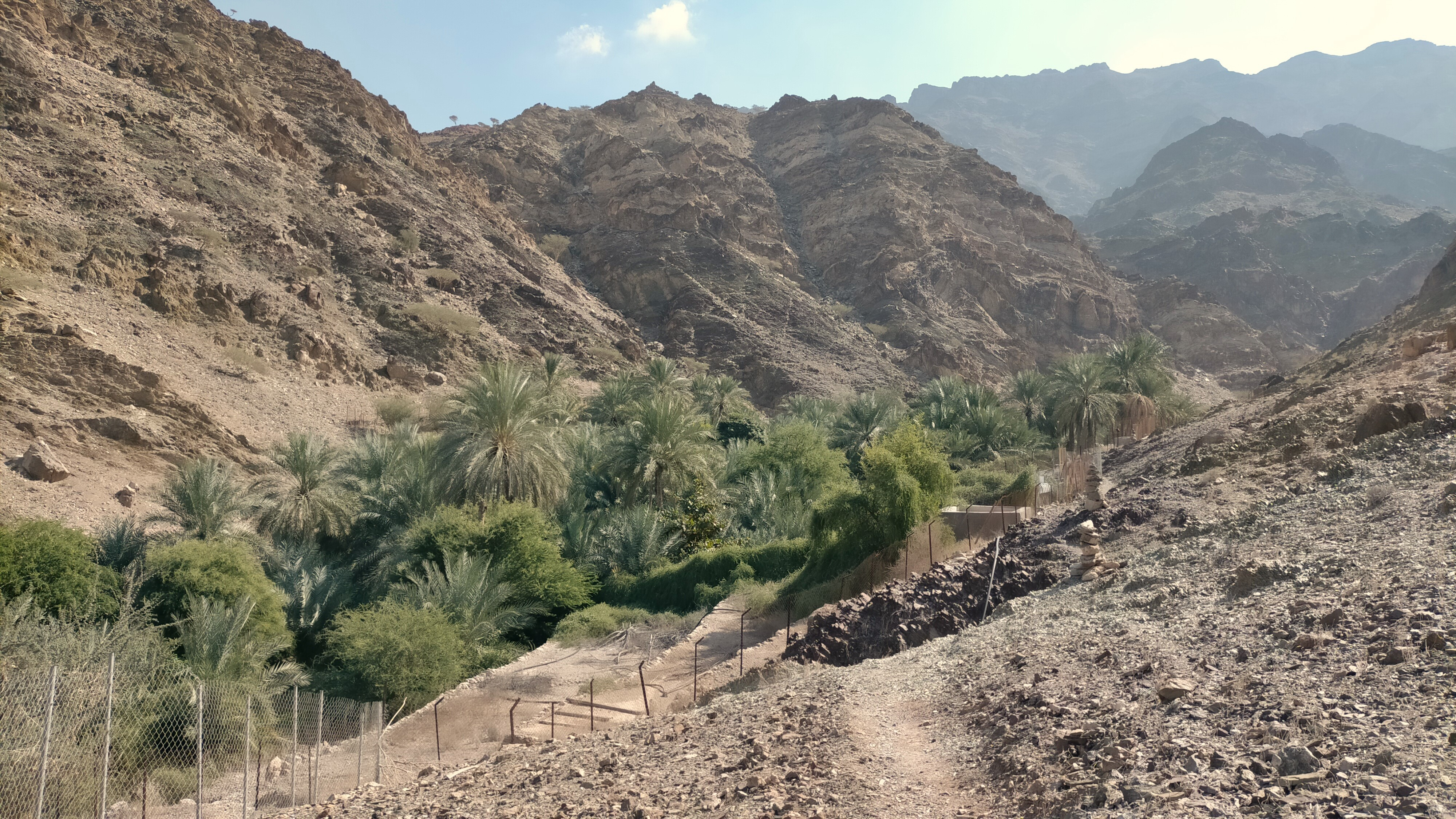
Frondoso palmeral en el Ain Al Sharyah, fuente o manantial afluente del Wadi Ash Sharyah

Este último se ha popularizado mucho en los últimos años, porque a través de una parte de su cauce discurre un pintoresco sendero denominado Geological Trail o Ain Al Sharyah Trail. Este sendero pasa también por el sitio arqueológico de Ghar Khail (petroglifos), situado en el vecino Wadi Sawabi, afluente del Wadi Khabb.

## Toponimia

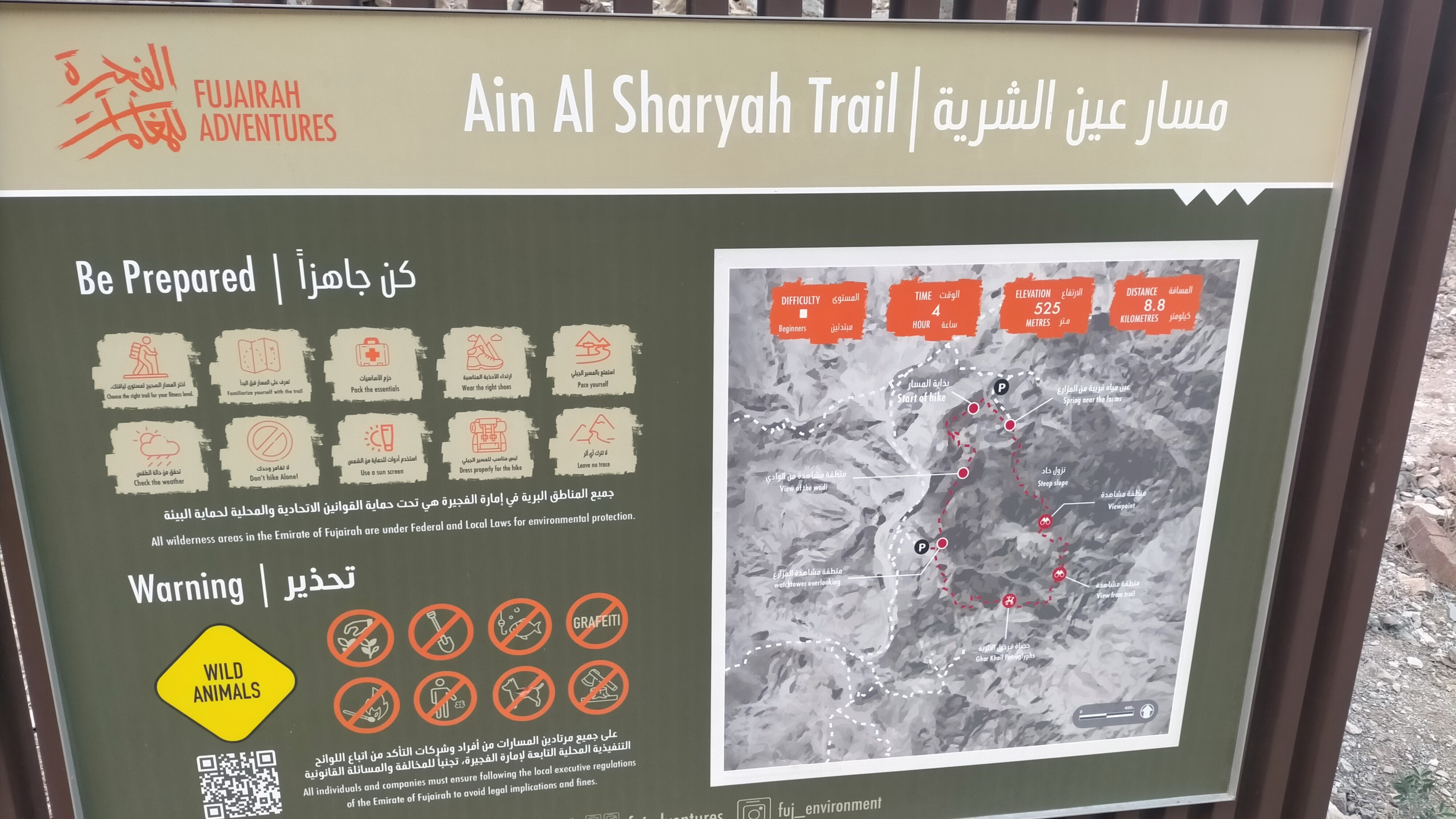
Ain Al Sharyah Trail

Nombres alternativos: Wādī Ash Sharyah, Wādī As Sharyah, Wadi Al Sheria, Wadi Al Sharyah, Wadi Shariya.
El nombre del Wadi Ash Sharyah (con la grafía Wadi Shariya), sus afluentes, montañas y poblaciones cercanas, quedaron registrados en la documentación y mapas elaborados entre 1950 y 1960 por el arabista, cartógrafo, militar y diplomático británico Julian F. Walker, durante los trabajos efectuados para el establecimiento de fronteras entre los entonces denominados Estados de la Tregua, completados posteriormente por el Ministerio de Defensa del Reino Unido, en mapas a escala 1:100.000 publicados en 1971.
En el Atlas Nacional de Emiratos Árabes Unidos consta con la grafía Wādī Ash Sharyah (en árabe: وادي الشريه‎).

## Población
El área del Wadi Ash Sharyah estuvo poblada principalmente por la tribu Sharqiyin, secciones o zonas tribales de Hafaitat / Ḩufaitāt y Yammahi / Yamāmaḩah.